# Hlavní ulice (Košice)
Hlavní ulice (slovensky Hlavná ulica) je ústřední ulice Košic. Nachází se na ní většina nejvýznamnějších košických historických památek. Na jihu ulice končí na Náměstí osvoboditelů, na severu na Náměstí Maratonu míru. 
Téměř celá Hlavní ulice je pěší zónou. Nacházejí se zde tři parky, v každém z nich je umístěna fontána. Největší je takzvaná zpívající fontána uprostřed ulice mezi dómem a divadlem.
Hlavní ulice byla původně středověkým náměstím. Z té doby se zachoval její vřetenovitý půdorys.

## Vývoj názvu ulice
Během středověku byl název ulice proměnlivý, nejčastěji se uváděly názvy Circulus, Ring, Theatrum, což dokazuje, že ulice byla v té době chápána spíše jako náměstí. Na mapách z 18. století uvádí název Platea principalis a později i německé a maďarské ekvivalenty v podobě Haupt Gasse, resp. Fő utcza. 
Po přechodu Košic pod územní svrchovanost Československa se původní maďarský název Fő utcza přeložil do slovenštiny na Hlavná ulica. Ten vydržel až do roku 1933, kdy byla ulice poprvé politicky přejmenována – po generálovi Milanu Rostislavovi Štefánikovi, kterému na této ulici postavili i sochu. Za horthyovské okupace se název ulice načas vrátil na původní maďarský, ale po válce ulice opět nakrátko nesla Štefánikovo jméno. 
V létě roku 1949 byla současná Hlavní ulice komunistickými orgány přejmenována na Leninovu ulici, přičemž tento název vydržel přesně na den 41 let. Dne 1. července 1990 bylo ulici vráceno historické středověké jméno Hlavní. Ještě koncem 80. let však, během příprav na prohlášení historického centra Košic městskou památkovou rezervací, navrhl památkář Ivan Gojdič, příbuzný biskupa Pavla Petra Gojdiče, změnu názvu ulice na jistý kompromis v podobě Hlavní ulice Vladimíra Iljiče Lenina. Tento pokus byl však ze strany komunistické moci rázně odmítnut.

## Památky a významné budovy
- Dóm svaté Alžběty
- Kostel svatého Michaela archanděla
- Kostel premonstrátů
- Urbanova věž
- Státní divadlo
- Morový sloup (Immaculata)
- Osemposchoďák
- Pongrácovsko-forgáčovský palác (budova Vědecké knihovny)
- Arcibiskupský palác
- Župní dům
- Stará radnice
- Hotel a kavárna Slávia
- Levočský dům
- Premonstrátský kostel
- Andrássyho palác
- Hadik-Barkóczyho palác
- Čákiho-Dezőfiho palác

Kdysi Hlavní ulicí protékal potok, který byl později sveden do podzemí. V letech 1995–1996 za primátora Rudolfa Schustera byla na Hlavní vytvořena imitace potoka.

## Galerie

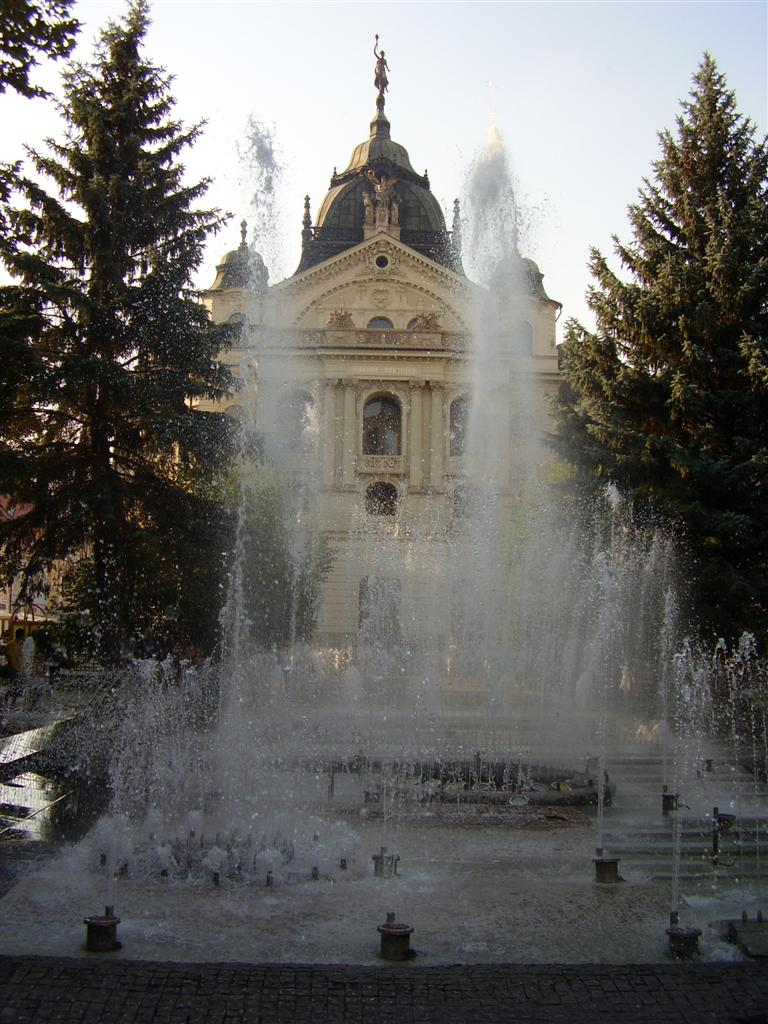
Fontána v pozadí s divadlem
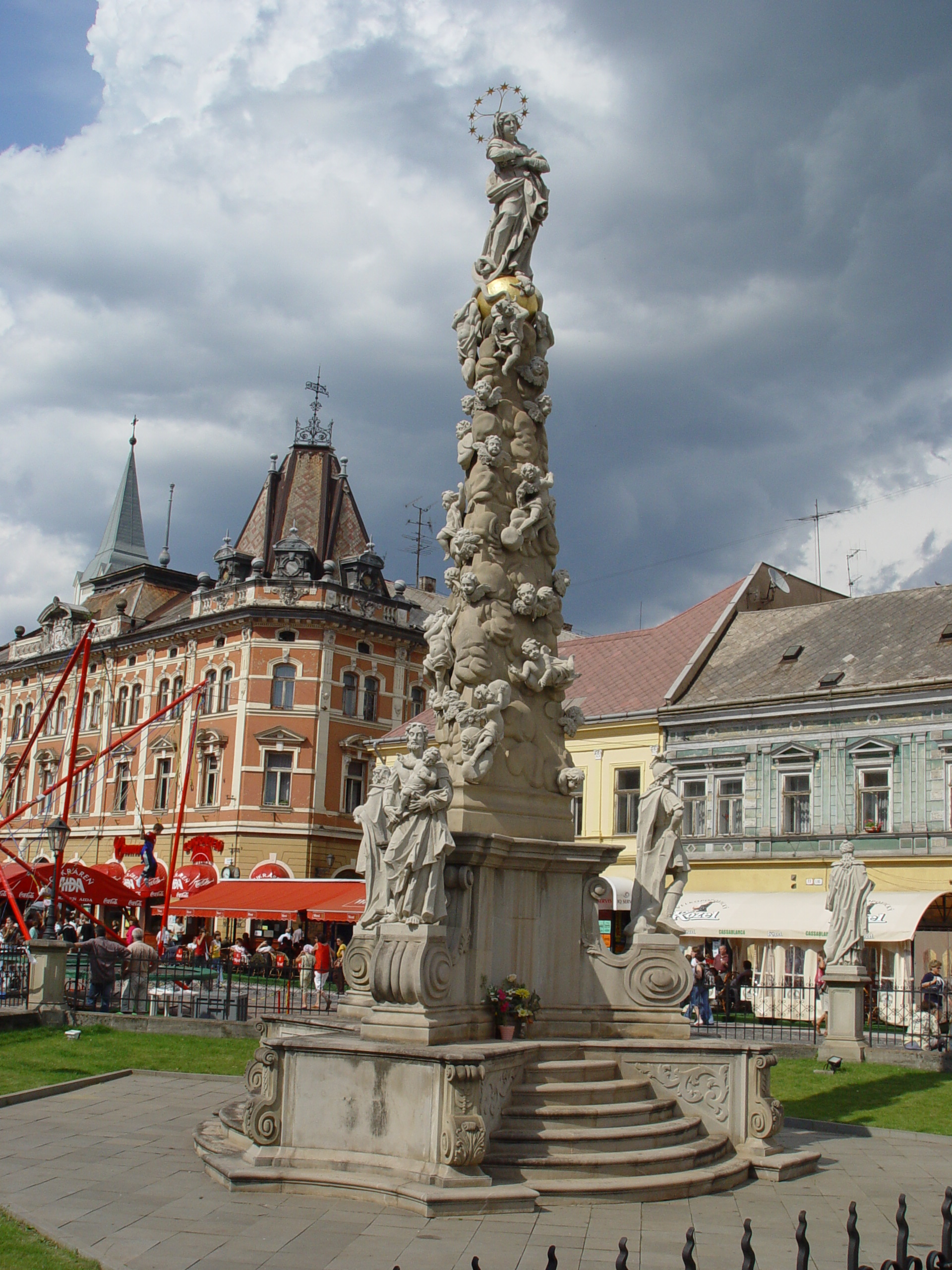
Morový sloup Panny Márie v Košicích, postavený v letech 1720 až 1723
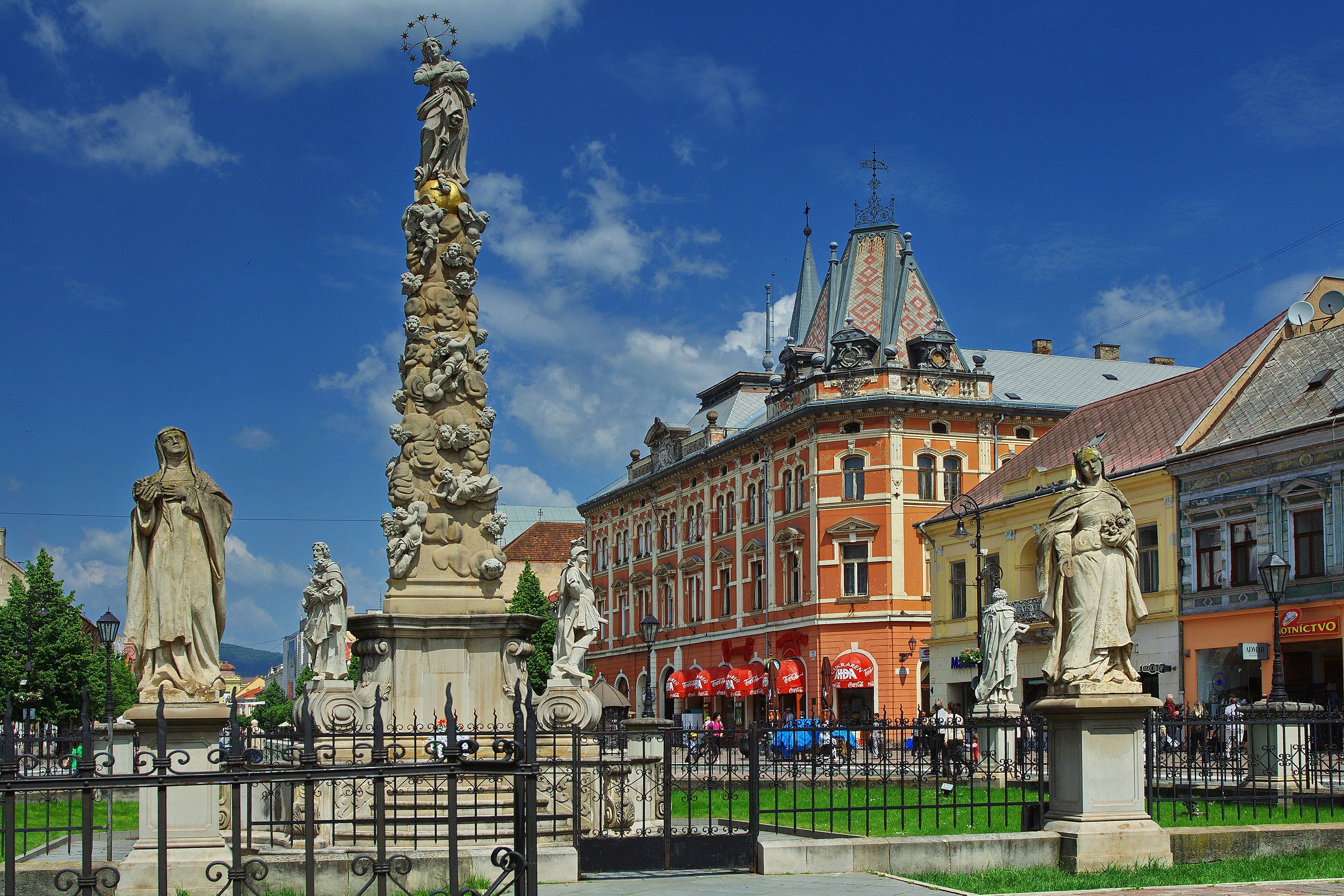
Immaculata a Andrášiho palác
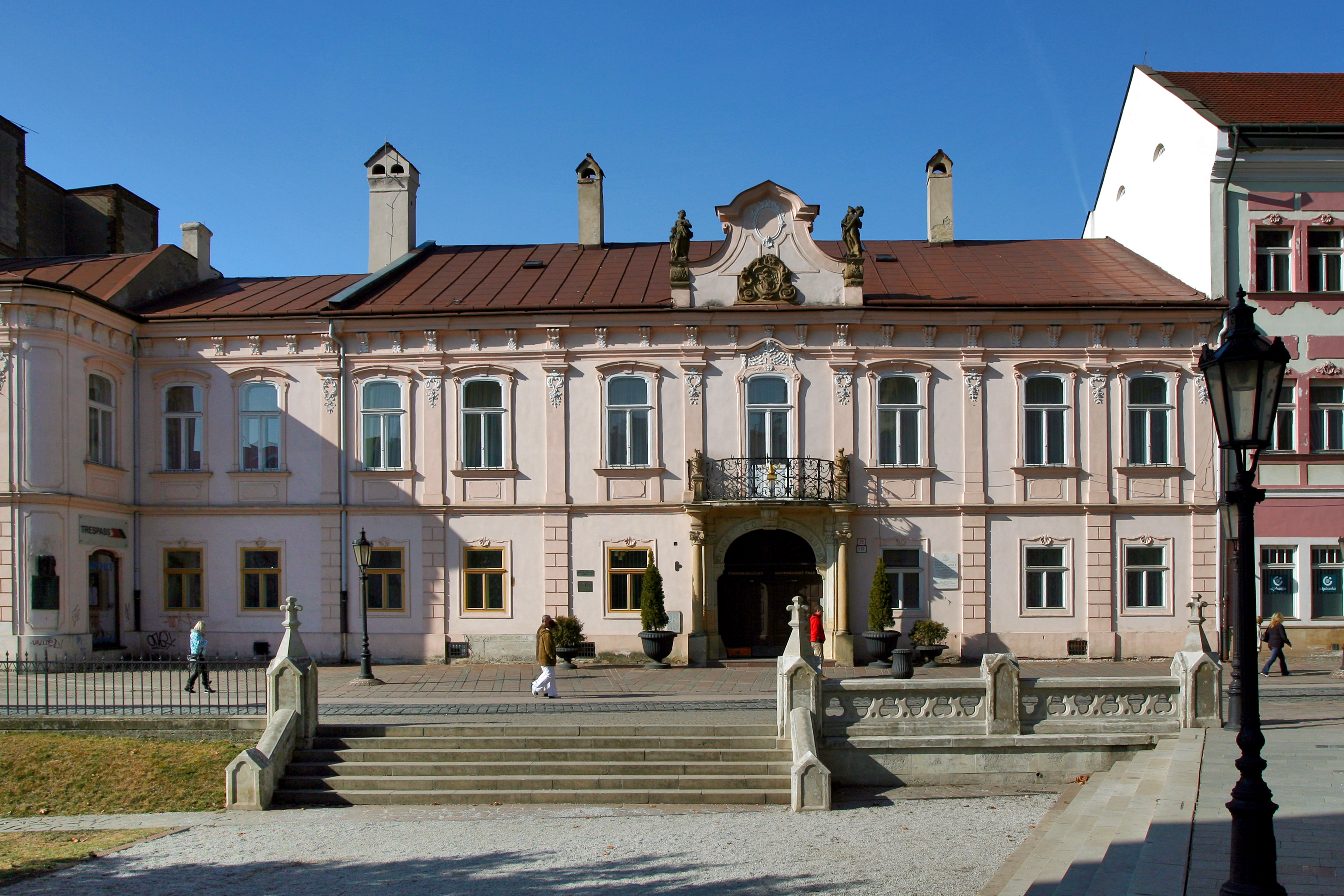
Arcibiskupský palác